# باريس تورز 2014
باريس تورز 2014 (بالفرنسية: Paris-Tours 2014)‏ هو سباق دراجات هوائية، وهو موسم من باريس تورز، وأقيم في 12 أكتوبر 2014.
فاز بالمركز الأول Jelle Wallays ‏، وبالمركز الثاني توماس فوكلر، وبالمركز الثالث ينس ديبوشار.

## الفائزون
| الترتيب | الفائز         |
| ------- | -------------- |
| الفائز  | Jelle Wallays ‏ |
| الثاني  | توماس فوكلر    |
| الثالث  | ينس ديبوشار    |